# یوشکوو گرود
یوشکوو گرود (به لهستانی:  Juszkowy Gród) یک روستا در لهستان است که در گمینا میخاوووو واقع شده‌است. یوشکوو گرود ۱۸۰ نفر جمعیت دارد.